# Kłyszawka
Kłyszawka [kwɨˈʂafka] est un village polonais de la gmina de Krynki dans le powiat de Sokółka et dans la voïvodie de Podlachie. Il se situe à environ 10 kilomètres au sud-ouest de Krynki, à 22 kilomètres au sud-est de Sokółka et à 35 kilomètres à l'est de Białystok. 